# Las flores del mal

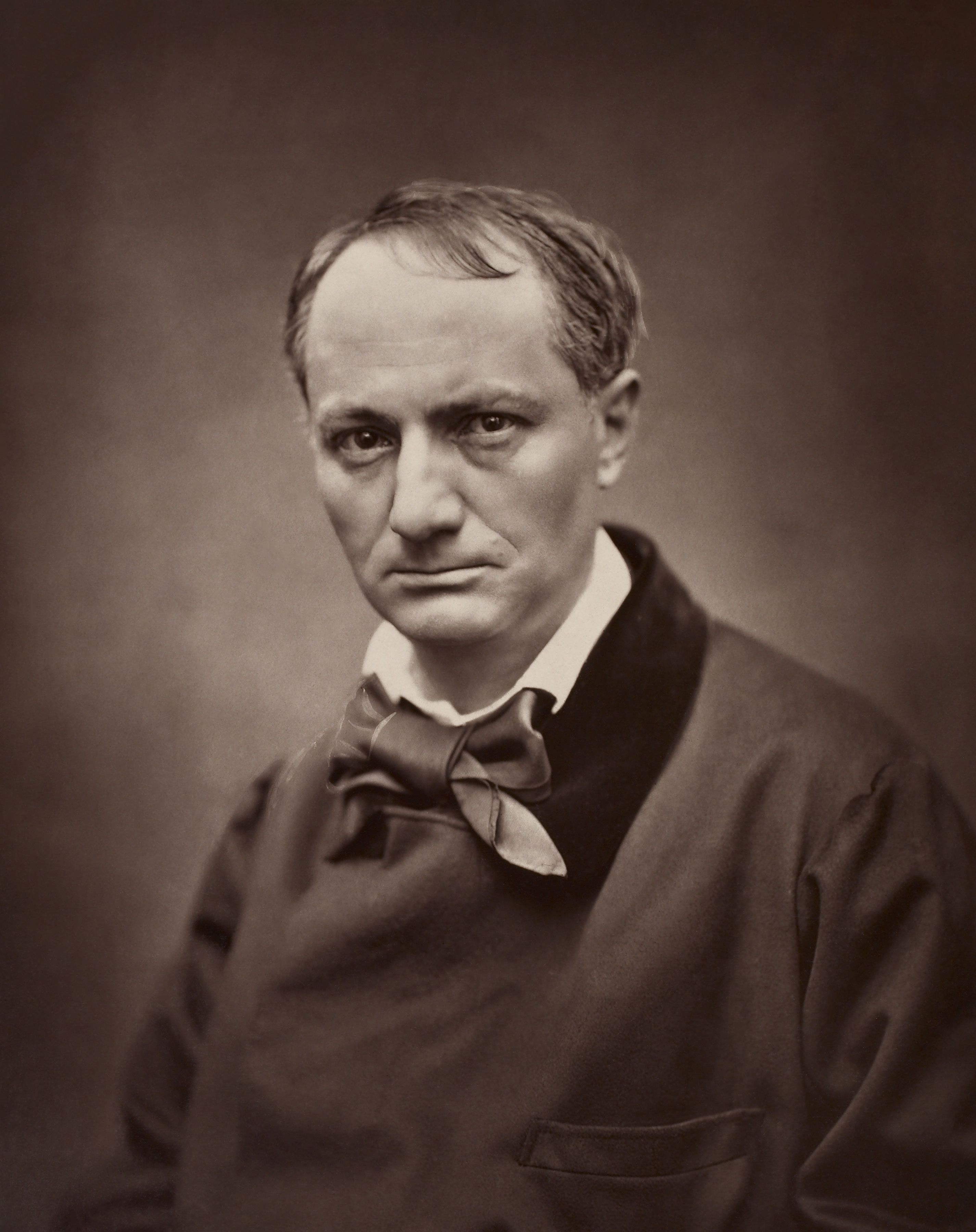
Charles Baudelaire.

Las flores del mal (título original en francés: Les Fleurs du mal) es una colección de poemas de Charles Baudelaire. Considerada la obra máxima de su autor, abarca casi la totalidad de su producción poética desde 1840 hasta la fecha de su primera publicación. Esta edición constó de 1300 ejemplares y se llevó a cabo el 25 de junio de 1857 en la editorial de Auguste Poulet-Malassis. La segunda edición de 1861 elimina los poemas censurados, pero añade 30 nuevos. La edición definitiva será póstuma, en 1868 y, si bien no incluye los poemas prohibidos, añade algunos más. Esta versión consta de 151 poemas. La censura que recayó sobre algunos de sus poemas no sería levantada en Francia hasta 1949.
Las flores del mal es considerada una de las obras más importantes de la poesía moderna, que imprime una estética nueva, donde la belleza y lo sublime surgen, a través del lenguaje poético, de la realidad más trivial, aspecto que ejerció una influencia considerable en poetas como Paul Verlaine, Stéphane Mallarmé o Arthur Rimbaud.

## Título
El libro debió llamarse en principio Los limbos o Las lesbianas, pues la intención primitiva era la de escribir un libro sobre los pecados capitales; aunque Baudelaire renunció a ello siguiendo los consejos de un amigo. Dicho libro fue catalogado de inmoral ya que exaltaba el goce de la vida y de las pasiones.

## Estructura
A mi queridísimo y veneradísmo maestro y amigo Théophile Gautier. Aunque te ruego que apadrines Las flores del mal, no creas que ande tan descarriado ni que sea tan indigno del título de poeta como para creer que estas flores enfermizas merecen tu noble patrocinio. Ya sé que en las etéreas regiones de la verdadera poesía no existe el mal y tampoco el bien, como sé que no es imposible que este mísero diccionario de la melancolía y del crimen justifique las reacciones de la moral, del mismo modo que el blasfemo viene a reafirmar la religión. Pero en la medida de mis posibilidades, y a falta de algo mejor, he querido rendir un profundo homenaje al autor de Albertus, La comedia de la muerte y Viaje a España, al poeta impecable, al mago de la lengua francesa, de quien me declaro con tanto orgullo como humildad, el más devoto, el más respetuoso y el más envidiado de los discípulos.
Charles Baudelaire: Las flores del mal

A lo largo de toda la obra, Baudelaire juega sobre las correspondencias verticales y horizontales que más adelante inspirarán a otros muchos poetas; toda su obra se construye como un itinerario moral, espiritual y físico. Baudelaire divide el libro en siete partes, introducidas por el famoso poema Al lector: Esplín e ideal, Cuadros parisinos, El vino, Flores del mal y Rebelión, con una conclusión final: La muerte. Esta obsesión de que no consideraran su libro como una mera recopilación de poemas, sino como un «libro» con principio y fin, en el que todos los poemas se subordinan al ser elementos de una estructura general rigurosa; influirá desde poetas como Stéphane Mallarmé hasta Jorge Guillén en su obra Aire nuestro, y dará lugar a una serie de investigaciones sobre la posible asociación numerológica o astrológica e incluso un paralelismo con la Divina comedia.

### Esplín e Ideal (Spleen et idéal)
La primera parte del libro abarca los 85 primeros poemas, desde Bendición (Bénédiction) hasta El Reloj (L'horloge). El título del poema "El Reloj", pertenece a la obra España de Gautier, y está ampliamente imitado por Baudelaire. Presenta diversas formas de salvación, liberación y huida del mundo: la belleza, el arte, la poesía, la muerte y más adelante el amor y el erotismo, donde se recogen poemas dedicados a sucesivas amantes a lo largo del tiempo. Tras haber comprobado el fracaso de estas formas de ideal, nos encontramos con el Spleen (vocablo adoptado por la anglomanía de la época), o el hastío, el tedio ante el tiempo y su repetición.

### Cuadros parisinos (Tableaux parisiens)
Abarca desde el poema "86 Paisaje" (Paysage) hasta el "103 Crepúsculo Matutino" (Le crépuscule du matin). En la edición de 1857, esta parte del libro no constituía un capítulo separado, sino que era un segundo intento de huida perteneciente a "Spleen e Ideal", pero a través de la ciudad de París, donde se plantea y reivindica la detestable ciudad de París -el Spleen de París- abriéndose camino a un hipotético Ideal de París. El poeta lo fabricó con diez textos de la primera parte y con diversos poemas editados en los periódicos entre 1857 y 1861.

## Condena por la publicación del libro en 1857
El 20 de agosto de 1857, el autor es acusado de ultraje a la moral pública, por lo que se ve obligado a quitar seis de sus poemas. Hemos de tener en cuenta que Baudelaire, a raíz de esta condena, se decidió a cultivar otro género literario que él califica «más peligroso todavía que el poema en verso»: el poema en prosa, del que nacerán Los pequeños poemas en prosa o Spleen de París. 
La condena por la publicación de Las flores del mal es un caso controvertido. Muchos de los poemas aparecidos en este libro ya los había publicado Baudelaire en diversos periódicos sin penalización alguna. Pero la contradicción reside en la política ambigua contra ciertos escritores durante el gobierno de Napoleón III. En un principio la multa fue de 300 francos, reducida luego por la emperatriz a 50 francos, cuando por la publicación de los mil cien ejemplares de Las Flores del Mal cobró una octava parte del precio de catálogo, o 25 céntimos (el doble que por la traducción de cinco volúmenes de Edgar Allan Poe, que hizo entre 1856 y 1865): lo que se resume a un cobro de 275 francos menos la multa inicial reducida a 50.
La multa contrasta con el hecho de que Baudelaire recibía del estado francés 2500 francos -sueldo medio anual de un funcionario- de ayuda a la creación literaria, o el subsidio por enfermedad (la sífilis, de la que moriría en 1867 y que le mantendría durante su último año de vida bajo los síntomas de afasia y hemiplejía) para sufragar los gastos de la clínica en París. Este doble papel de la autoridad quería mantener la imagen de mártir de sus literatos, sin afectarlos directamente, circunstancia esta que no destacan sus hagiógrafos.
El decimonoveno poema de este libro, "La Giganta" (La Géante), inspiró al cineasta Philippe Ramos en su película Capitán Achab, y ayudaría a caracterizar a la ballena Moby Dick.